# Gymnoscelis solmafua
Gymnoscelis solmafua är en fjärilsart som beskrevs av Robinson 1975. Gymnoscelis solmafua ingår i släktet Gymnoscelis och familjen mätare. Inga underarter finns listade i Catalogue of Life.